# Katarzyna Suska
Katarzyna Suska (ur. 3 sierpnia 1960 w Częstochowie) - śpiewaczka polska (mezzosopran).

## Życiorys
W 1986 ukończyła filmoznawstwo na Wydziale Filologicznym Uniwersytetu Jagiellońskiego w Krakowie, a rok później uzyskała dyplom z wyróżnieniem w krakowskiej Akademii Muzycznej w klasie śpiewu Izabelli Jasińskiej-Buszewicz. Laureatka I nagrody na II Konkursie Sztuki Wokalnej im. Ady Sari w Nowym Sączu w 1986 oraz nagrody specjalnej na Międzynarodowym Konkursie Wokalnym im. Francisco Viñasa w Barcelonie w 1989.